# Schauanlage und Museum der Granitindustrie

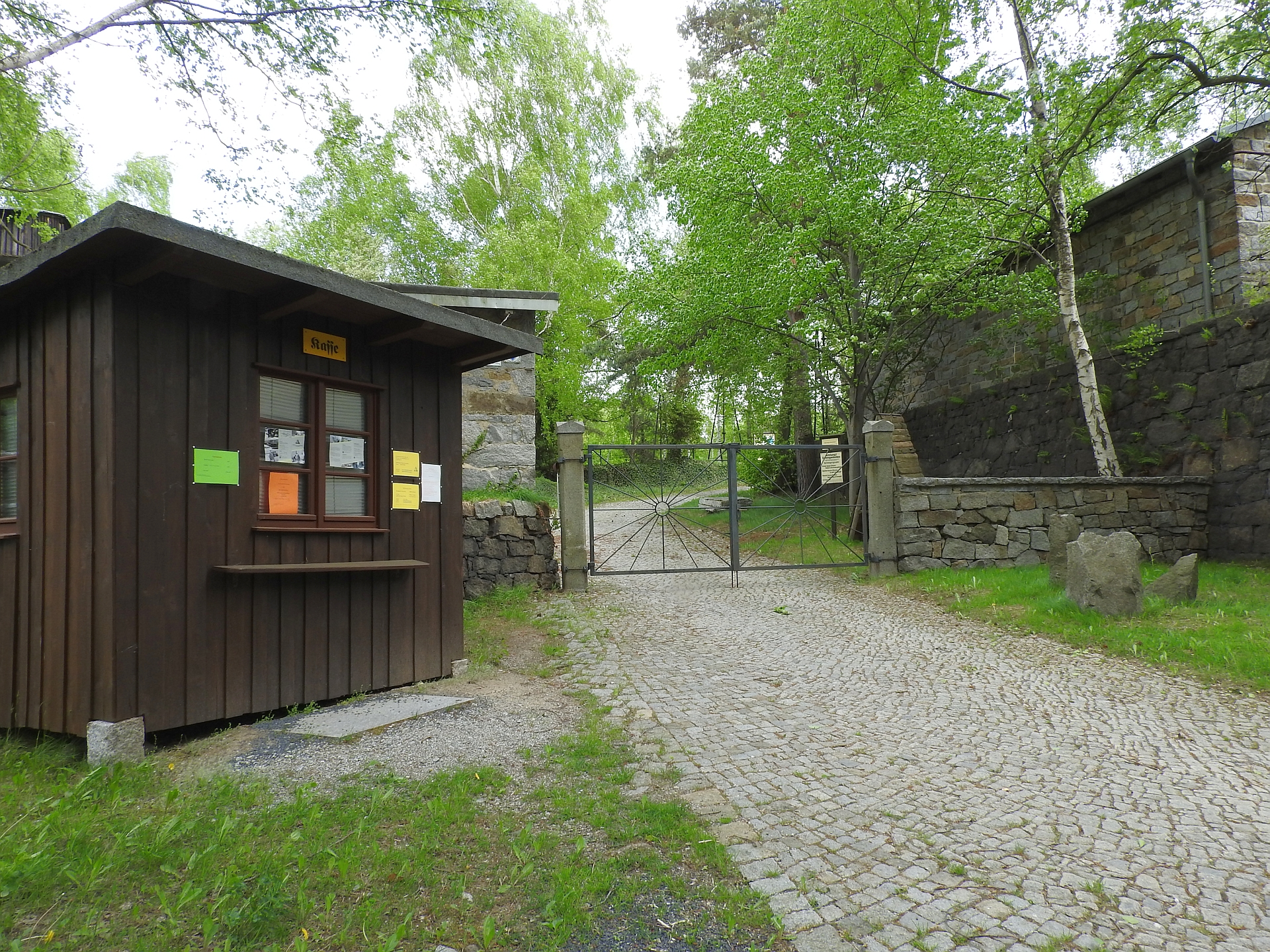
Eingangsbereich

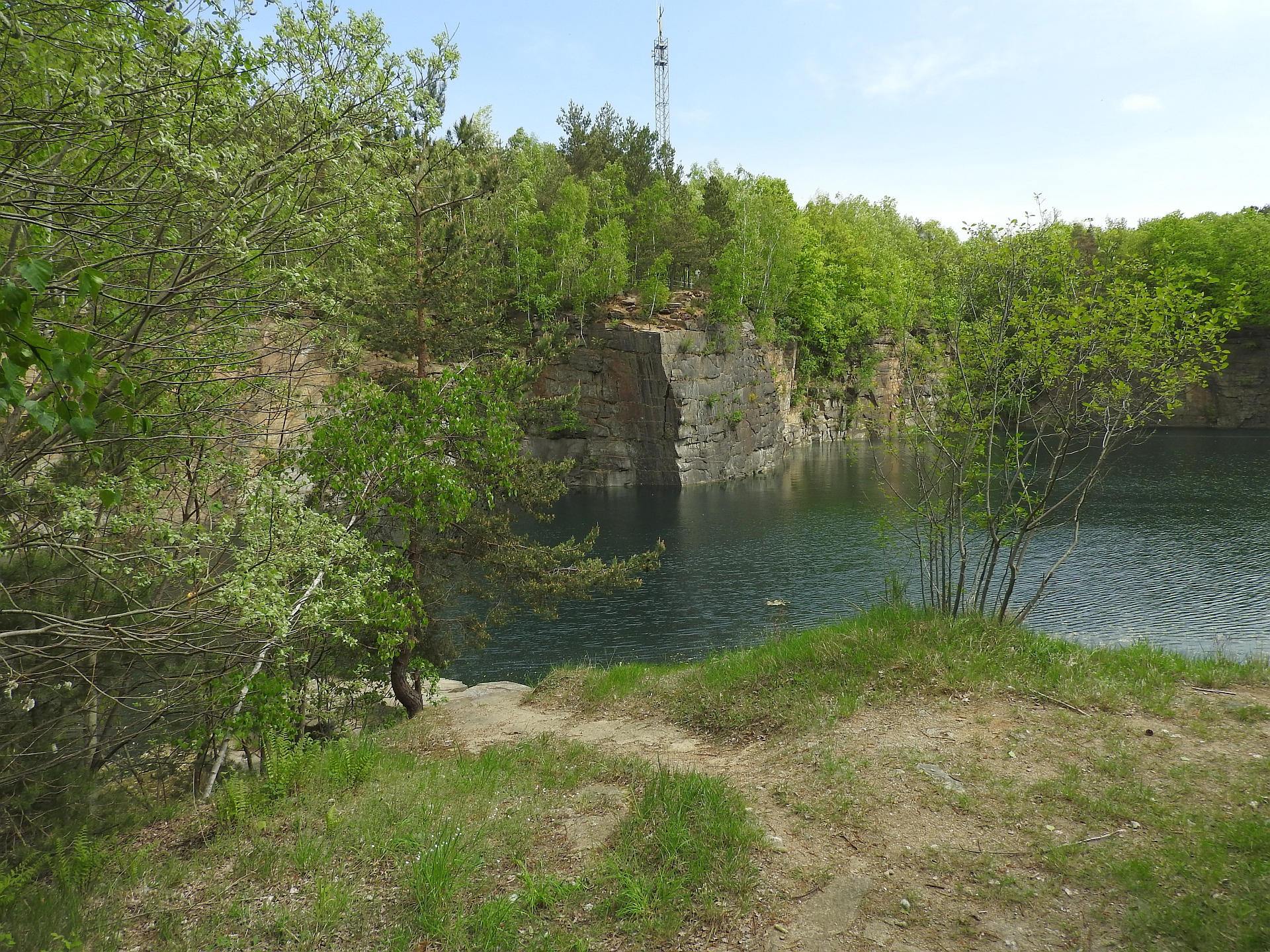
Kesselbruch

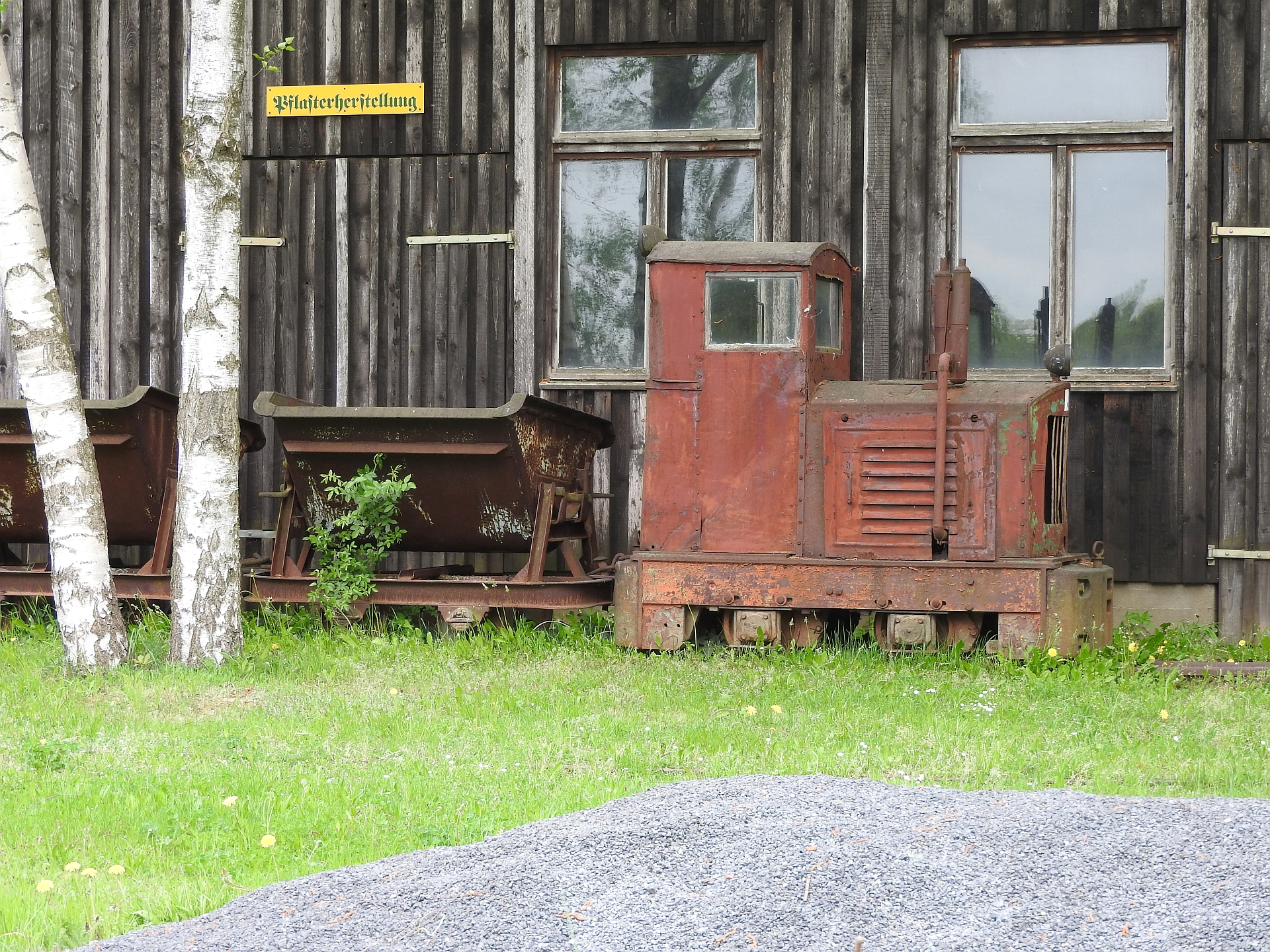
Feldbahn

Die Anlagen des Freilichtmuseums der Granitindustrie liegen am westlichen Ortsrand von Häslich, einem Ortsteil der Gemeinde Haselbachtal auf dem Gelände der ehemaligen Firma August Niethe, dem früheren Eigner und Betreiber des Steinbruchs „Prelle“.

## Geschichte
Spätestens Ende des 19. Jahrhunderts begann in Häslich nachweislich die Entwicklung der Steinindustrie und die Förderung und Verarbeitung des Westlausitzer Granodiorits, der als Lausitzer Granit gehandelt wird. Im 19. Jahrhundert wurden aus dem gewonnenen Granodiorit Gewände, Säulen, Tröge und Walzen für die Nahrungs- und Genussmittelindustrie hergestellt. Hauptprodukt waren Pflastersteine. Nach dem Zweiten Weltkrieg wurde der Volkseigene Betrieb (VEB) Granitwerk Häslich gegründet, der Anfang der 1970er Jahre zum VEB Lausitzer Granit in Demitz-Thumitz kam. Daneben existierten weiterhin Firmen verschiedener Eigentumsformen.
Nach der Wende kam die VEB Lausitzer Granit über das Tochterunternehmen Hartsteinwerke Bayern-Mitteldeutschland HBM
zur Basalt AG mit Sitz in Linz am Rhein. Diese stellte auch am 26 km von Häslich entfernten Ort der ehemaligen zentralen Verwaltung in Demitz-Thumitz im Jahre 2003 die Werksteinherstellung ein.
Geblieben ist dort der Granitabbau zur Schotter- und Splittproduktion.

## Entwicklung
Der Werdegang der Förderung des Naturwerkstein in Häslich im 19. Jahrhundert war geprägt durch die stark steigende Nachfrage aufgrund von Straßen- und Brückenbau
und die Mechanisierung aller Fertigungsprozesse. handbetriebene Derrickkräne wurden auf Dampfmaschinen umgebaut. Im Jahre 1911 wurde in Häslich die erste Kabelkrananlage installiert. 1916 kam hier die erste Steinspaltmaschine zur Herstellung von Pflastersteinen zum Einsatz. Im gleichen Zeitraum hielten Steingattersägen Einzug in die Bearbeitung und wenig später druckluftbetriebene Werkzeuge in die Gewinnung. In den 1930er Jahren waren in verschiedenen Steinbruchfirmen in Häslich 850 Personen in Arbeit. In den 1970er Jahren kamen hier innovative Bearbeitungsverfahren hinzu.

## Das Schaubergwerk
Seit 1991 sammelten Mitglieder des 1998 gegründeten Fördervereins Schauanlage und Museum der Granitindustrie e. V. Maschinen, Anlagen und Dokumente aus Steinbruchbetrieben der Region und bewahrten diese vor der Verschrottung oder Vernichtung. Das Landratsamt Kamenz stellte 1995 dem Verein das schon weitgehend geräumte Gelände beim Steinbruch Prelle zur Verfügung. Mit meist original rekonstruierten oder wieder aufgebauten Gebäuden wurde ein heute denkmalgeschütztes Ensemble zusammengetragen, in dem der  Produktionsprozess von der Förderung bis zu Verarbeitung und Verladung vorgeführt werden kann. Dazu gehören unter anderem eine funktionsfähige Steinspaltmaschine, eine Kabelkrananlage, verschiedene Derrickkräne und eine große Steingattersäge. Auf dem Gelände befindet sich eine für den innerbetrieblichen Transport genutzte Feldbahn (ca. 600 m),
die sechs Lokomotiven sowie typische Kipp- und Tafelloren besitzt.
Wie vielerorts in aufgelassenen Brüchen oder Tagebauen entwickelte sich um den Kesselbruch ein artenreiches Sekundärbiotop, das von einem gut einen Kilometer langen Lehrpfad zu Geologie, Flora und Fauna erschlossen wird. Von einem der Aussichtspunkte kann der seit Jahren im größeren Nachbarsteinbruch brütende Uhu beobachtet werden.
Neben der Technik im Wandel der Zeit gehört die Darstellung der Lebens- und Arbeitsbedingungen mehrerer Generationen deutscher und sorbischer Steinarbeiter zum Museum. In der geologischen Abteilung werden Geschichte und Variationen von Graniten dargestellt.